# Dragan Velikić
Dragan Velikić (in serbo Драган Великић?; Belgrado, 3 luglio 1953) è uno scrittore e diplomatico serbo.

## Biografia
Dragan Velikić è nato a Belgrado, dove vive e lavora, nel 1953.
Cresciuto a Pola, in Istria, si è laureato in Filologia all'Università di Belgrado e dal 1996 al 1999 è stato direttore di Radio B92, emittente apertamente schierata contro il regime di Slobodan Milošević.
Dal 1999 al 2002 ha vissuto in esilio volontario a Vienna, Budapest, Monaco, Berlino e Brema e ha ricoperto l'incarcio di Ambasciatore per la Serbia a Vienna dal 2005 al 2009.
Giornalista per il settimanale indipendente Vreme dal 1991 al 1996, ha pubblicato 11 romanzi, 3 raccolte di racconti e 5 opere di saggistica.
Tra i riconoscimenti letterari ottenuti si segnalano due premi NIN: nel 2007 per La finestra russa e nel 2015 per Islednik.

## Opere principali

### Romanzi
- Via Pola (Via Pula, 1988), Rovereto, Zandonai, 2009 traduzione di Ljiljana Avirović ISBN 978-88-95538-25-9.
- Astragan (1991)
- Hamsin 51 (1993)
- Il muro del Nord[6] (Severni zid, 1995), Rovereto, Zandonai, 2012 traduzione di Alice Parmeggiani ISBN 978-88-95538-54-9.
- Astrakan (Astragan, 1991), Rovereto, Zandonai, 2013 traduzione di Dunja Badnjevic e Manuela Orazi ISBN 978-88-95538-06-8.
- Danteov trg (1997)
- Slučaj Bremen (2001)
- Dosije Domaševski (2003)
- La finestra russa[7] (Ruski prozor, 2007), Rovereto, Zandonai, 2011 traduzione di Dunja Badnjevic e Manuela Orazi ISBN 978-88-95538-33-4.
- Bonavia (2012), Rovereto, Keller, 2019 traduzione di Estera Miocic ISBN 978-88-99911-44-7.
- Islednik (2015)

### Racconti
- Pogrešan pokret (1983)
- Staklena bašta (1985)
- Beograd i druge priče (2009)

### Saggi
- YU-tlantida (1993)
- Deponija (1994)
- Stanje stvari (1998)
- Pseća pošta (2005)
- O piscima i gradovima (2010)

## Premi e riconoscimenti
- Premio Miloš Crnjanski: 1988 per Via Pola
- Premio Meša Selimović: 2007 per La finestra russa
- Premio NIN: 2007 per La finestra russa e 2015 per Islednik